# Elezioni presidenziali in Romania del 1996
Le elezioni presidenziali in Romania del 1996 si tennero il 3 novembre (primo turno) e il 17 novembre (ballottaggio).
Si trattò delle seconde elezioni per la scelta del presidente della repubblica dall'entrata in vigore della Costituzione della Romania del 1991, le terze dalla rivoluzione romena del 1989.
Mentre nel 1992 si presentarono sei candidati, nel 1996 il loro numero crebbe a sedici. Ion Iliescu, presidente in carica e rappresentante del centro-sinistra, partecipò per la terza volta consecutiva, mentre fu la seconda per il candidato del centro-destra e leader della Convenzione Democratica Romena Emil Constantinescu, che nel 1992 era stato sconfitto al ballottaggio dallo stesso Iliescu. Le altre personalità che si trovavano alla seconda candidatura erano Gheorghe Funar e Radu Câmpeanu.
In occasione del ballottaggio del 17 novembre 1996 Constantinescu superò Iliescu, costringendo questi a cedere la funzione dopo quasi sette anni nel ruolo di capo di stato.
Il primo turno delle elezioni presidenziali si tenne in concomitanza con le elezioni parlamentari, vinte dalla Convenzione Democratica Romena, che formò un governo di coalizione con Partito Democratico e Unione Democratica Magiara di Romania con a capo Victor Ciorbea.

## Sistema elettorale
Le elezioni si svolsero secondo le disposizioni delle leggi 68/1992 (per il parlamento) e 69/1992 (per il presidente della repubblica) promulgate nel giugno 1992, che avevano regolato anche la precedente tornata elettorale. Avevano diritto al voto i cittadini di almeno 18 anni di età, mentre per candidarsi alle camere erano necessari 23 anni (deputati) e 35 anni (senatori).
La legge elettorale prevedeva un sistema di voto proporzionale e una soglia di sbarramento al 3%. Alle organizzazioni che rappresentavano le minoranze etniche era garantito un rappresentante nella camera dei deputati, a prescindere dal raggiungimento della soglia di sbarramento.
L'elezione del presidente della repubblica si svolgeva su due turni. Il ballottaggio tra i due candidati più votati era previsto solamente nel caso in cui nessuno dei due avesse ottenuto il 50% + 1 dei voti al primo turno. Per candidarsi alla funzione di presidente della repubblica era necessario presentare all'Ufficio elettorale centrale le firme di almeno 100.000 sostenitori.
Il voto era previsto nell'intervallo orario tra le 6:00 e le 21:00.

## Quadro politico
Le elezioni generali del 1992 furono vinte dal partito postcomunista del Fronte Democratico di Salvezza Nazionale, poi ridenominato Partito della Democrazia Sociale di Romania (PDSR). Nel corso dei quattro anni al potere tra il 1992 e il 1996, il presidente della repubblica Ion Iliescu e il primo ministro Nicolae Văcăroiu furono promotori di una lenta politica di transizione all'economia di mercato che, benché proteggesse le fasce più deboli, non riuscì a garantire un netto miglioramento delle condizioni di vita degli abitanti. L'opposizione, infatti, accusava lo stato di corruzione, di aver favorito la nascita di una nuova oligarchia economica e di perseguire una politica autoritaria.
Il maggior gruppo di opposizione era la variegata coalizione del centro-destra liberale della Convenzione Democratica Romena (CDR), nel 1995 segnata dalla morte del suo fondatore Corneliu Coposu, che era guidata da Emil Constantinescu, già candidato alla presidenza della repubblica nel 1992. All'interno della CDR, il partner principale del Partito Nazionale Contadino Cristiano Democratico (PNȚCD) era il Partito Nazionale Liberale (PNL) di Mircea Ionescu-Quintus.
A metà 1996, nonostante il PDSR avesse ottenuto discreti risultati alle elezioni amministrative di giugno, questi furono conseguiti nelle aree rurali e nelle piccole città che, confermando la resistenza al cambiamento verso il capitalismo del proprio elettorato, diedero ancora prova di una certa adesione al programma di protezione sociale rappresentato dal partito di Iliescu. Le grandi città furono dominate dalla CDR. Bucarest, ad esempio, passò alla guida di Victor Ciorbea, rappresentante del PNȚCD. Nel corso dei quattro anni di governo il consenso popolare per il PDSR fu eroso da continui scandali di corruzione e dalle difficoltà strutturali del sistema economico, caratterizzato da un'inflazione a tre cifre, dall'incontenibile aumento dei prezzi per i generi alimentari e da crisi energetiche. Il discorso dell'opposizione provava ad inserirsi in tali spaccature, promettendo un radicale cambiamento di rotta, in modo da avvicinare la Romania agli standard dei paesi occidentali.

## Campagna elettorale
La campagna elettorale iniziò il 4 settembre e si concluse il 1º novembre.
Le elezioni del 1996 furono monitorate da 238 osservatori stranieri. Le strutture sovranazionali inviarono 57 propri delegati, tra questi i rappresentanti dell'assemblea parlamentare dell'OSCE, del Consiglio d'Europa, del Parlamento europeo, della Commissione europea e del Partito del Socialismo Europeo.

### Convenzione Democratica Romena
Corneliu Coposu, considerato dall'opinione pubblica un esempio di moralità e correttezza politica, morì nel novembre 1995, lasciando la guida della CDR in eredità ad Emil Constantinescu. La coalizione si preparò con grande anticipo alle elezioni del 1996. Già nel 1995 era stato predisposto un documento, il Contratto con la Romania, una dichiarazione d'intenti che prometteva la realizzazione di venti punti entro i primi duecento giorni di assunzione dell'incarico da parte di un governo guidato dalla CDR. L'8 agosto 1996 i componenti della CDR trovarono un accordo per la definizione dei membri che avrebbero preso parte alla coalizione per le elezioni parlamentari di novembre.
Il 27 giugno 1996 Constantinescu presentò il proprio programma per le presidenziali, chiamato «Adesso per la Romania» («Acum pentru România»). Dietro la strategia elettorale del leader della CDR si trovavano il direttore di campagna Valerian Stan (che si dimise dall'incarico nel settembre 1996) e il capo del dipartimento di comunicazione del suo staff Zoe Petre, considerata una dei più fidati collaboratori di Constantinescu. Il 9 settembre fu registrata la candidatura di Constantinescu presso l'Ufficio elettorale centrale. Il candidato della CDR inaugurò la campagna elettorale il 4 settembre con un comizio tenutosi a Ruginoasa, località dal valore emblematico in quanto luogo di nascita del primo principe di Romania Alexandru Ioan Cuza, cui Constantinescu provava ad associare il positivo messaggio di rinnovamento proposto della coalizione. La dichiarazione passò alla storia come "proclamazione di Ruginoasa" (Proclamația de la Ruginoasa), cui seguirono numerosi altri discorsi simbolici coincidenti con le successive tappe elettorali. Il 9 settembre enunciò "l'appello di Alba Iulia per la riconciliazione nazionale" (Apelul de la Alba Iulia pentru reconciliere națională), il 27 settembre la "decade dei figli del villaggio" (Decada fiii satului), il 1º ottobre il "contratto con i giovani" (Contractul cu tinerii).
Il concetto chiave richiamato costantemente dalla dirigenza nel corso della campagna fu quello del cambiamento, rispetto alla stagnazione economica e sociale della Romania sotto Iliescu e dopo decenni di dittatura. Constantinescu prometteva la difesa del diritto alla proprietà privata, ampie liberalizzazioni, l'applicazione di una legislazione anticomunista e una politica basata sulla rettitudine morale e l'onestà. Tra le altre proposte del candidato alla presidenza spiccò quella del reclutamento di 15.000 specialisti cui affidare posizioni strategiche nel quadro dell'amministrazione dello stato. Nel linguaggio Constantinescu tese a costruire e mostrare l'immagine di un grande credente, tanto da affermare che tra i suoi stretti consiglieri vi era un monaco ortodosso, Vasile. La CDR a tal proposito aprì la campagna elettorale per le parlamentari nella Câmpia Libertății di Blaj, luogo dall'alto simbolismo storico-religioso con profonde connessioni con la Chiesa greco-cattolica rumena. Tra gli altri argomenti utilizzati in campagna elettorale vi fu quello del compimento dell'eredità spirituale di Coposu, i cui funerali avevano avuto un forte impatto mediatico.
Rispetto al 1992 il rafforzamento della stampa indipendente e la nascita di diverse emittenti televisive private giocò a favore di Constantinescu. Questi fu dichiaratamente supportato da Evenimentul zilei, România liberă, Pro TV e, negli ultimi giorni di campagna, persino da Adevărul, giornale tradizionalmente filogovernativo.

### Partito della Democrazia Sociale di Romania
Il PDSR confermò la candidatura di Ion Iliescu nel corso della conferenza nazionale del partito del 26 luglio 1996. Questa, però, fu duramente contestata dai suoi avversari, che sostenevano che non potesse ripresentarsi, poiché aveva già realizzato due mandati presidenziali, mentre un terzo sarebbe stato vietato dall'art.81 costituzione. Il leader del PDSR asseriva che il mandato 1990-1992 non era da prendere in considerazione, poiché realizzato al di fuori delle previsioni della costituzione, entrata in vigore solamente nel dicembre 1991. La corte costituzionale, in ogni caso, si espresse in suo favore il 9 settembre.
Iliescu lanciò ufficialmente la propria candidatura il 28 agosto 1996 con lo slogan «Il cambiamento in bene della Romania» («Schimbarea în bine a României») ed indicò il suo consigliere Iosif Boda come direttore della campagna elettorale. Mentre la retorica elettorale del candidato presidente reclamava il ruolo provvidenziale e l'importanza del PDSR nella storia recente del paese, Iliescu legò la propria campagna a quella del partito. La popolarità del governo, tuttavia, era in calo, con evidenti riflessi sui sondaggi. Una ricerca IRSOP dell'ottobre 1996 dava il PDSR al 24% e la CDR al 30%. Con il crescere dell'opposizione, i discorsi di Iliescu ripiegarono su accenti nazionalisti, evocando scenari catastrofici nel caso di una vittoria della CDR. Dal punto di vista mediatico Iliescu riusciva a conservare il proprio potere sulla TV di stato, che rimaneva il principale strumento di informazione per gli elettori delle aree più isolate, malgrado l'emergere dei media indipendenti.

### Unione Social Democratica
Il 27 settembre 1995 l'ex primo ministro ed ex alleato di Iliescu Petre Roman fu fautore di un'alleanza tra il suo Partito Democratico e i partner minori del Partito Social Democratico Romeno di Sergiu Cunescu, gruppo fuoriuscito dalla CDR nel 1995. La coalizione, che si dichiarava di centro-sinistra, fu chiamata Unione Social Democratica (USD). Roman lanciò la propria candidatura alla presidenza in occasione della prima convenzione nazionale straordinaria dell'USD del 4 settembre 1996, mentre presentò la registrazione presso l'Ufficio elettorale centrale il 25 settembre. Annunciando il suo programma, dichiarò che nel caso in cui fosse stato eletto, sarebbe stato un presidente vicino agli uomini e alla società civile, a differenza di Iliescu. Direttore della campagna presidenziale di Roman fu George Șerban.

### Altri candidati
Le altre personalità politiche che si presentarono per la corsa elettorale furono:
- Corneliu Vadim Tudor, presidente dell'ultranazionalista Partito Grande Romania.
- Gheorghe Funar, presidente del Partito dell'Unità Nazionale Romena, che diede il via alla campagna elettorale il 31 agosto e si registrò presso l'Ufficio elettorale centrale il 18 settembre. Il suo direttore di campagna fu Valeriu Tabără[17].
- György Frunda, senatore dell'Unione Democratica Magiara di Romania, convalidato come candidato dal consiglio dei rappresentanti dell'Unione il 15 luglio 1996. Il leader dell'UDMR presentò la candidatura il 6 settembre e il programma il 9 dello stesso mese.
- Nicolae Manolescu, presidente del Partito Alleanza Civica, sostenuto anche dal Partito Liberale 1993 nel quadro dell'Alleanza Nazionale Liberale. Il suo direttore di campagna fu Dinu Patriciu, leader del PL93[17].
- Radu Câmpeanu, presidente fondatore del Partito Nazionale Liberale, dal quale fu espulso nel 1993 dopo esserne stato il candidato presidenziale nel 1990, che si presentò con il sostegno di un partito costruito intorno alla sua figura, oltre che di altri gruppi minori riuniti in una coalizione definita Alleanza Nazionale Liberale Ecologista.
- Adrian Păunescu, scrittore, primo vicepresidente e portavoce del Partito Socialista del Lavoro (PSM), formazione di ispirazione socialista, che ne indicò la candidatura già nel febbraio 1996. Fu il terzo concorrente ad iscriversi all'Ufficio elettorale centrale, il 7 settembre.
- Ioan Pop de Popa, medico cardiologo vicino al Partito Umanista Rumeno, appoggiato da una composita coalizione formata anche da Partito Democratico Agrario di Romania e Movimento Ecologista di Romania, l'Unione Nazionale di Centro.
- Tudor Mohora, presidente del Partito Socialista, formazione scissasi dal PSM nel 1995, che annunciò la candidatura il 2 settembre e si iscrisse all'Ufficio elettorale centrale il 14 settembre.
- George Muntean, scrittore e fondatore nel 1992 del Partito Democratico di Centro, confluito nel 1996 nel Partito dei Pensionati di Romania, con il quale si candidava alla presidenza della repubblica.
- Constantin Niculescu, presidente del Partito Nazionale degli Automobilisti, nel 1999 assorbito dal PDSR.
- Constantin Mudava, autodefinitosi guaritore, che tramite presunti trattamenti bioenergetici sosteneva di aver persino curato Nicolae Ceaușescu[18]. Si registrò all'Ufficio elettorale centrale il 10 settembre 1996.
- Nicolae Militaru, generale e dissidente del regime, nonché ministro della difesa del primo governo postrivoluzionario, che morì un mese dopo la celebrazione delle elezioni.
- Nuțu Anghelina, diacono della Chiesa ortodossa rumena.

## Primo turno e ballottaggio
Corneliu Vadim Tudor
     György Frunda
     Petre Roman
     Emil Constantinescu
     Ion Iliescu
Il 3 novembre oltre l'80% dei voti andò ai primi tre candidati (Iliescu, Constantinescu e Roman), mentre il rappresentante sostenuto dal PDSR ottenne un vantaggio di 4 punti su quello della CDR. Alle parlamentari, invece, la coalizione di centro-destra fu la lista più votata, scardinando il dominio della sinistra di Iliescu, che aveva dominato la scena politica dal 1989.
L'ascesa dei gruppi liberali fu accolta positivamente dalla stampa internazionale, che considerò la vittoria della CDR come il primo serio allontanamento del paese dall'ideologia comunista, associandolo alla volontà della Romania di ancorarsi ai valori occidentali. La Repubblica la definì come una seconda rivoluzione, mentre Associated Press e The Washington Post rimproverarono Iliescu di aver esitato su un netto processo di riforma, favorito la corruzione e non essere riuscito a contrastare la povertà, elementi che lo avevano reso politicamente vulnerabile per la prima volta dalla caduta del regime. L'Agence France-Presse sottolineò l'importanza dell'avvicendamento al potere, poiché Iliescu era l'unico leader politico dei paesi dell'ex blocco orientale proveniente da un partito comunista ad aver guidato il paese senza discontinuità per sette anni anche in era democratica.
Alla riapertura della campagna per il ballottaggio, la maggior parte dei partiti si espresse in favore di Constantinescu. Il 7 novembre l'USD siglò un accordo con la CDR per il sostegno comune al candidato del centro-destra. Petre Roman invitò pubblicamente il suo elettorato a votare per Constantinescu, rafforzandone indiscutibilmente le probabilità di essere eletto. Il patto prevedeva la partecipazione della formazione di Roman ad un eventuale governo di coalizione, nonché l'assegnazione di cinque ministeri.
In vista del ballottaggio i gruppi principali che sostenevano Iliescu erano PDSR e Partito Socialista del Lavoro. Viste le ridotte possibilità di vittoria, il presidente uscente rafforzò il ricorso a proclami populisti, facendo leva sui timori dell'elettorato rurale e tradizionalista. A causa dell'avvio di trattative per un'alleanza tra la CDR e i regionalisti dell'UDMR, rappresentanti della minoranza magiara, Iliescu riprese anche una retorica nazionalista ed antiungherese.
L'11 novembre 1996, con la moderazione del giornalista Octavian Andronic, l'emittente televisiva privata Antena 1 mandò in onda il programma Turneul candidaților, che ospitò l'ultimo dibattito tra i due contendenti alla presidenza che, secondo diversi commentatori, ebbe un ruolo decisivo nello spingere molti indecisi a votare per Constantinescu al ballottaggio. Rivolgendosi all'avversario Constantinescu chiese «Crede in Dio, signor Iliescu?» («Credeți în Dumnezeu, domnule Iliescu?»), domanda alla quale la mancanza di una risposta chiara di Iliescu avrebbe spinto parte dell'elettorato cristiano ortodosso, importante categoria sociale, a favorire il candidato della CDR. La domanda posta da Iliescu, riguardante le dure affermazioni di Constantinescu sul governo Roman del periodo 1990-1991, invece, non ebbe risonanza e fu bollata dal leader della CDR come un tentativo di incrinare i rapporti tra il suo gruppo e l'USD.
Al secondo turno Constantinescu ottenne il 54%, riuscendo a battere l'avversario.

## Risultati
| Emil Constantinescu  | Convenzione Democratica Romena                           | 3 569 941  | 28,21 | 7 057 906  | 54,41 |  |  |  |
| Ion Iliescu          | Partito della Democrazia Sociale di Romania              | 4 081 093  | 32,25 | 5 914 579  | 45,59 |  |  |  |
| Petre Roman          | Unione Socialdemocratica (PD - PSDR)                     | 2 369 941  | 18,73 |            |       |  |  |  |
| György Frunda        | Unione Democratica Magiara di Romania                    | 761 411    | 6,02  |            |       |  |  |  |
| Corneliu Vadim Tudor | Partito Grande Romania                                   | 597 508    | 4,72  |            |       |  |  |  |
| Gheorghe Funar       | Partito dell'Unità Nazionale Romena                      | 407 828    | 3,22  |            |       |  |  |  |
| Tudor Mohora         | Partito Socialista                                       | 160 387    | 1,27  |            |       |  |  |  |
| Nicolae Manolescu    | Alleanza Nazionale Liberale (PAC - PL93)                 | 90 122     | 0,71  |            |       |  |  |  |
| Adrian Păunescu      | Partito Socialista del Lavoro                            | 87 163     | 0,69  |            |       |  |  |  |
| Ioan Pop De Popa     | Unione Nazionale di Centro (PDAR - MER - PUR)            | 59 752     | 0,47  |            |       |  |  |  |
| George Muntean       | Partito dei Pensionati di Romania                        | 54 218     | 0,43  |            |       |  |  |  |
| Radu Câmpeanu        | Alleanza Nazionale Liberale Ecologista (PNLC - ULB - PE) | 43 780     | 0,35  |            |       |  |  |  |
| Nuțu Anghelina       | Indipendente                                             | 43 319     | 0,34  |            |       |  |  |  |
| Constantin Mudava    | Indipendente                                             | 38 477     | 0,30  |            |       |  |  |  |
| Costantin Niculescu  | Partito Nazionale degli Automobilisti                    | 30 045     | 0,24  |            |       |  |  |  |
| Nicolae Militaru     | Indipendente                                             | 28 311     | 0,22  |            |       |  |  |  |
| Totale               | Totale                                                   | 12 652 900 | 100   | 12 972 485 | 100   |  |  |  |
|                      |                                                          |            |       |            |       |  |  |  |
| Voti non validi      | Voti non validi                                          | 435 488    | 3,33  | 106 398    | 0,81  |  |  |  |
| Votanti              | Votanti                                                  | 13 088 388 | 76,01 | 13 078 883 | 75,90 |  |  |  |
| Elettori             | Elettori                                                 | 17 218 654 |       | 17 230 654 |       |  |  |  |

### Risultati per distretto
| Distretto                             | Affluenza | I turno (%)    | I turno (%) | I turno (%) | I turno (%) | I turno (%) | I turno (%) | I turno (%) |
| Distretto                             | Affluenza | Constantinescu | Iliescu     | Roman       | Frunda      | Tudor       | Funar       | Altri       |
| ------------------------------------- | --------- | -------------- | ----------- | ----------- | ----------- | ----------- | ----------- | ----------- |
| Alba                                  | 77,20%    | 31,14          | 22,68       | 26,96       | 4,08        | 2,54        | 8,29        | 4,31        |
| Arad                                  | 77,03%    | 33,84          | 21,71       | 26,52       | 6,61        | 2,83        | 4,00        | 4,49        |
| Argeș                                 | 72,16%    | 25,32          | 42,15       | 18,95       | 0,16        | 6,89        | 1,50        | 5,03        |
| Bacău                                 | 76,01%    | 23,06          | 41,23       | 22,10       | 0,54        | 5,97        | 1,87        | 5,23        |
| Bihor                                 | 75,07%    | 27,54          | 22,21       | 15,56       | 19,46       | 4,40        | 5,78        | 5,05        |
| Bistrița-Năsăud                       | 74,93%    | 31,78          | 18,38       | 27,41       | 5,09        | 3,92        | 9,23        | 4,19        |
| Botoșani                              | 75,73%    | 15,74          | 55,73       | 14,37       | 0,11        | 7,56        | 1,49        | 5,00        |
| Brăila                                | 81,26%    | 22,55          | 43,67       | 20,83       | 0,15        | 6,13        | 1,26        | 5,41        |
| Brașov                                | 81,26%    | 32,20          | 17,73       | 30,77       | 7,13        | 3,32        | 4,87        | 3,98        |
| Bucarest                              | 71,75%    | 42,74          | 26,55       | 19,62       | 0,32        | 4,85        | 1,50        | 4,42        |
| Buzău                                 | 76,09%    | 18,51          | 49,88       | 20,32       | 0,19        | 4,56        | 1,30        | 5,24        |
| Caraș-Severin                         | 79,43%    | 38,53          | 26,07       | 23,59       | 0,88        | 3,82        | 1,50        | 5,61        |
| Călărași                              | 72,11%    | 19,65          | 51,63       | 16,84       | 0,13        | 4,61        | 1,61        | 5,53        |
| Cluj                                  | 80,57%    | 27,90          | 14,90       | 19,46       | 15,35       | 2,75        | 16,39       | 3,25        |
| Costanza                              | 83,98%    | 32,21          | 28,02       | 26,08       | 0,23        | 5,25        | 1,95        | 6,26        |
| Covasna                               | 72,95%    | 8,16           | 8,60        | 9,03        | 69,22       | 0,97        | 1,84        | 2,18        |
| Dâmbovița                             | 75,12%    | 26,14          | 38,58       | 23,20       | 0,15        | 5,14        | 1,59        | 5,20        |
| Dolj                                  | 71,96%    | 31,19          | 41,47       | 16,79       | 0,13        | 3,36        | 1,20        | 5,86        |
| Galați                                | 73,20%    | 32,62          | 36,73       | 19,62       | 0,13        | 4,60        | 1,46        | 4,84        |
| Giurgiu                               | 66,89%    | 27,16          | 42,81       | 18,97       | 0,19        | 4,00        | 1,03        | 5,84        |
| Gorj                                  | 66,82%    | 20,37          | 44,85       | 18,24       | 0,13        | 6,68        | 1,72        | 8,01        |
| Harghita                              | 87,01%    | 5,28           | 5,42        | 4,29        | 80,47       | 0,91        | 1,99        | 1,64        |
| Hunedoara                             | 76,46%    | 23,50          | 33,40       | 22,59       | 3,11        | 6,14        | 4,85        | 3,09        |
| Ialomița                              | 74,00%    | 21,17          | 44,16       | 20,62       | 0,19        | 4,63        | 1,11        | 8,12        |
| Iași                                  | 77,87%    | 26,27          | 40,10       | 21,25       | 0,13        | 5,50        | 1,26        | 5,49        |
| Ilfov                                 | 75,32%    | 36,17          | 30,86       | 22,37       | 0,23        | 3,66        | 1,27        | 2,74        |
| Maramureș                             | 70,20%    | 27,18          | 28,80       | 22,64       | 7,09        | 4,96        | 4,90        | 4,43        |
| Mehedinți                             | 71,15%    | 28,44          | 39,21       | 17,74       | 0,28        | 6,07        | 1,42        | 6,84        |
| Mureș                                 | 81,87%    | 16,56          | 15,86       | 13,14       | 36,24       | 4,44        | 10,82       | 2,94        |
| Neamț                                 | 77,10%    | 19,52          | 41,64       | 24,79       | 0,12        | 7,35        | 1,81        | 4,77        |
| Olt                                   | 69,12%    | 23,03          | 47,96       | 15,43       | 0,12        | 6,38        | 1,15        | 5,93        |
| Prahova                               | 77,88%    | 27,29          | 29,84       | 31,07       | 0,13        | 4,59        | 1,78        | 5,30        |
| Satu Mare                             | 73,10%    | 35,34          | 14,61       | 14,56       | 26,09       | 1,65        | 3,65        | 4,10        |
| Sălaj                                 | 80,13%    | 26,34          | 21,25       | 16,01       | 20,89       | 3,15        | 8,46        | 3,90        |
| Sibiu                                 | 85,03%    | 41,19          | 15,89       | 27,12       | 2,43        | 3,27        | 5,38        | 4,72        |
| Suceava                               | 76,59%    | 23,48          | 39,84       | 21,95       | 0,12        | 7,40        | 1,95        | 5,26        |
| Teleorman                             | 71,21%    | 21,69          | 50,25       | 15,44       | 0,17        | 4,20        | 0,94        | 7,31        |
| Timiș                                 | 78,26%    | 44,64          | 19,15       | 22,12       | 3,65        | 3,01        | 2,44        | 4,99        |
| Tulcea                                | 74,11%    | 29,15          | 38,22       | 13,82       | 0,25        | 8,82        | 1,99        | 7,75        |
| Vaslui                                | 70,41%    | 20,96          | 51,45       | 15,58       | 0,13        | 4,96        | 1,66        | 5,26        |
| Vâlcea                                | 72,78%    | 23,25          | 42,19       | 19,23       | 0,27        | 6,19        | 1,71        | 7,16        |
| Vrancea                               | 73,12%    | 24,67          | 45,56       | 19,63       | 0,11        | 3,99        | 1,30        | 4,74        |
| Estero                                | -         | 46,52          | 19,33       | 18,39       | 4,53        | 3,70        | 2,44        | 5,09        |
| Fonte: Autorità Elettorale Permanente |           |                |             |             |             |             |             |             |

| Distretto                             | Affluenza | II turno (%)   | II turno (%) |
| Distretto                             | Affluenza | Constantinescu | Iliescu      |
| ------------------------------------- | --------- | -------------- | ------------ |
| Alba                                  | 77,14%    | 62,95          | 37,05        |
| Arad                                  | 77,29%    | 66,96          | 33,04        |
| Argeș                                 | 71,26%    | 41,62          | 58,38        |
| Bacău                                 | 74,46%    | 45,79          | 54,21        |
| Bihor                                 | 75,75%    | 65,42          | 34,58        |
| Bistrița-Năsăud                       | 74,44%    | 65,63          | 34,37        |
| Botoșani                              | 75,28%    | 31,54          | 68,46        |
| Brăila                                | 78,68%    | 40,61          | 59,39        |
| Brașov                                | 81,56%    | 69,61          | 30,39        |
| Bucarest                              | 73,08%    | 61,81          | 38,19        |
| Buzău                                 | 74,49%    | 35,40          | 64,60        |
| Caraș-Severin                         | 78,83%    | 62,34          | 37,66        |
| Călărași                              | 72,95%    | 36,40          | 63,60        |
| Cluj                                  | 80,65%    | 69,03          | 30,97        |
| Costanza                              | 80,55%    | 57,85          | 42,15        |
| Covasna                               | 83,22%    | 86,81          | 13,19        |
| Dâmbovița                             | 73,43%    | 46,25          | 53,75        |
| Dolj                                  | 72,29%    | 46,47          | 53,53        |
| Galați                                | 73,41%    | 51,41          | 48,59        |
| Giurgiu                               | 67,46%    | 43,94          | 56,06        |
| Gorj                                  | 68,63%    | 37,31          | 62,69        |
| Harghita                              | 88,33%    | 91,59          | 8,41         |
| Hunedoara                             | 76,44%    | 49,94          | 50,06        |
| Ialomița                              | 73,21%    | 39,31          | 60,69        |
| Iași                                  | 77,49%    | 46,04          | 53,95        |
| Ilfov                                 | 74,90%    | 56,98          | 43,02        |
| Maramureș                             | 71,70%    | 55,03          | 44,97        |
| Mehedinți                             | 70,23%    | 45,90          | 54,10        |
| Mureș                                 | 80,94%    | 68,82          | 31,18        |
| Neamț                                 | 75,16%    | 43,53          | 56,47        |
| Olt                                   | 70,55%    | 37,48          | 62,52        |
| Prahova                               | 76,11%    | 53,62          | 46,38        |
| Satu Mare                             | 72,05%    | 77,70          | 22,30        |
| Sălaj                                 | 78,27%    | 64,87          | 35,13        |
| Sibiu                                 | 84,06%    | 73,82          | 26,18        |
| Suceava                               | 77,05%    | 45,71          | 54,29        |
| Teleorman                             | 71,54%    | 33,79          | 66,21        |
| Timiș                                 | 79,76%    | 72,72          | 27,28        |
| Tulcea                                | 72,18%    | 47,42          | 52,58        |
| Vaslui                                | 69,92%    | 36,34          | 63,66        |
| Vâlcea                                | 71,75%    | 40,09          | 59,91        |
| Vrancea                               | 72,44%    | 41,63          | 58,37        |
| Estero                                | -         | 77,28          | 22,72        |
| Fonte: Autorità Elettorale Permanente |           |                |              |

## Conseguenze
L'annuncio della vittoria di Constantinescu già nella sera del 17 novembre portò ad una manifestazione spontanea da parte dei suoi sostenitori in Piazza Università a Bucarest, luogo delle proteste anticomuniste del 1989 e del 1990. Il neoeletto presidente della repubblica dichiarò:
(Emil Constantinescu, 18 novembre 1996)
Iliescu, di contro, riconoscendo la sconfitta affermò che malgrado il risultato era necessario andare avanti.
Per la prima volta dopo 50 anni, quindi, un partito liberale tornò alla guida della Romania. Il primo avvicendamento al potere dell'era democratica fu considerato da diversi studiosi un momento chiave nella storia del paese, poiché segno la maturazione del sistema politico, che da quel momento fu aperto al pluralismo e alla contrapposizione fra destra e sinistra. Alle elezioni legislative il PDSR riuscì ad avere la meglio della CDR solamente nelle zone rurali, mentre il centro-destra trionfò nelle aree urbane e divenne il primo partito della Romania. Per la prima volta dopo 7 anni dalla rivoluzione, quindi, Iliescu e il partito erede del FSN passarono all'opposizione, perdendo la guida delle maggiori istituzioni del paese. Nel 1996, infatti, l'elettorato disilluso si aggrappò alle speranze di rinnovamento rappresentate dalla CDR, mentre associava il PDSR al passato comunista e antiriformista.
Come da accordi, per avere la sicurezza di una maggioranza parlamentare stabile la CDR formò, quindi, un'alleanza con l'USD di Petre Roman. A questa si aggiunse l'Unione Democratica Magiara di Romania, che il 6 dicembre aderì volontariamente al «Patto per la governabilità e la solidarietà politica» che, unendo CDR, USD e UDMR, riuscì ad assicurare ai contraenti il controllo del 60% dei posti in parlamento. A tal riguardo il deputato UDMR Zsolt Szilágyi commentò: «Noi ungheresi siamo molto orgogliosi di avere potuto contribuire alla democratizzazione dello stato. Gli ungheresi hanno votato contro il nazionalismo estremo e i nazional-comunisti al potere fino al 1996, e a favore della democrazia e delle riforme». Tramite l'accordo le tre nuove forze di governo si impegnavano a portare a termine le privatizzazioni, le riforme economiche e la costruzione di una Romania sul modello occidentale. La nuova alleanza di governo suddivise i posti di potere (ministeri, segreterie ministeriali, aziende di stato, prefetture, incarichi di nomina politica) in base ad un algoritmo che garantiva rappresentanza proporzionale a tutti i componenti. Primo ministro fu indicato il sindaco di Bucarest Victor Ciorbea, mentre la conduzione del senato fu affidata a Petre Roman. Vista l'impossibilità di Constantinescu di rivestire contemporaneamente il ruolo istituzionale e quello di partito, la presidenza della CDR passò a Ion Diaconescu, leader del PNȚCD e nuovo presidente della camera. Nel quadro del governo Ciorbea l'USD ottenne cinque ministeri, mentre l'UDMR due.